# 近藤雅喜
近藤 雅喜（こんどう まさき、1994年12月2日 - ）は、日本ラグビーフットボール協会に所属しているラグビーユニオンのレフリー。2023-24シーズンまで、ジャパンラグビーリーグワン三重ホンダヒートに所属していた。

## プロフィール
- 愛知県出身[1]。
- 選手時代のポジションは、ロック(LO)、フランカー(FL)。
- 身長 188 cm、体重 105 kg
- 7人制日本代表に選ばれたことがある[2]。
- U17日本代表に選ばれたことがある[3]。

## 略歴
2013年、東海大仰星高校卒業後、明治大学に入学する。なお東海大仰星高校時代、高校日本代表候補に選ばれたことがある。
2016年、明治大学ラグビー部のFWリーダーに就任した。
2017年、明治大学卒業後、Honda Heat(現・三重ホンダヒート)に加入。同年9月24日に行われたジャパンラグビートップチャレンジリーグ中国電力レッドレグリオンズ戦にて先発出場で公式戦初出場を果たす。
2022年からはレフリーをやりながらプレーを続けていたが、2024年5月に三重ホンダーヒートを退団し、選手活動を終えた。以降は、本田技研工業に勤務しながら、日本ラグビーフットボール協会のA級レフリーとして活動している。